# Cirrodiana
Cirrodiana là một chi bướm đêm thuộc họ Noctuidae.